# ميك جنتلمان
ميك جنتلمان هو سياسي أسترالي، ولد في 1 أغسطس 1955 في كانبرا في أستراليا. نشط حزبياً في ACT Labor Party ‏. وقد انتخب عضو الجمعية التشريعية الأسترالية لمقاطعة العاصمة الأسترالية ‏ عن دائرة Brindabella electorate ‏ وقد انضم خلال فترته النيابية (31 أكتوبر 2012 – ) للكتلة البرلمانية ACT Labor Party ‏ وانتخب عضو الجمعية التشريعية الأسترالية لمقاطعة العاصمة الأسترالية ‏ عن دائرة Brindabella electorate ‏ (29 أكتوبر 2004 – 18 أكتوبر 2008).